# Суда (острів)
Суда (грец. Σούδα) - острів у затоці Суда на північно-західному узбережжі острова Крит. У стародавні часи це острівець був одним з двох острівів, які називали Леукай. Другий острів відомий сьогодні як Леон.

## Історія
Острів був укріплений венеційцями завдяки своєму стратегічному розташуванню, яке забезпечує контроль над входом до якірної стоянки у затоці Суда (яка досі важлиіа грецька і НАТО військово-морська база). Хоча інша частина Криту відійшла під контроль османів у ході Критської війни (1645-1669), фортеця Суда, разом з островами-фортецями Грамвоса і Спіналонга залишалася у венеційських руках до 1715 року, коли вони також відійшли до османів. Цей час острів служив притулком для критських повстанців.
Докладніше: Фортеця Суда

## Музичний змагання між сиренами і музами
На північно-західній стороні острівця, на невеликій відстані, є ще один острівець, майже круглої форми, який на середньовічних венеційських картах згадується як Кролячий острів (сьогодні відомий як Нісі і Леон). У давні часи ці два острівці називали Леукай (по-грецьки "білими"). Їхня назва походить від давньогрецького міфу про музичне змагання між Сиренами і Музами. Стефан Візантійський пише, що Музи програвали у змаганні, це їх засмутило, і вони повиривали пір'я з крил своїх суперниць, Сирени зблідли і впали у море біля Аптери ("безкрила"), де перетворилися на острова у затоці, які були названі Леукай.

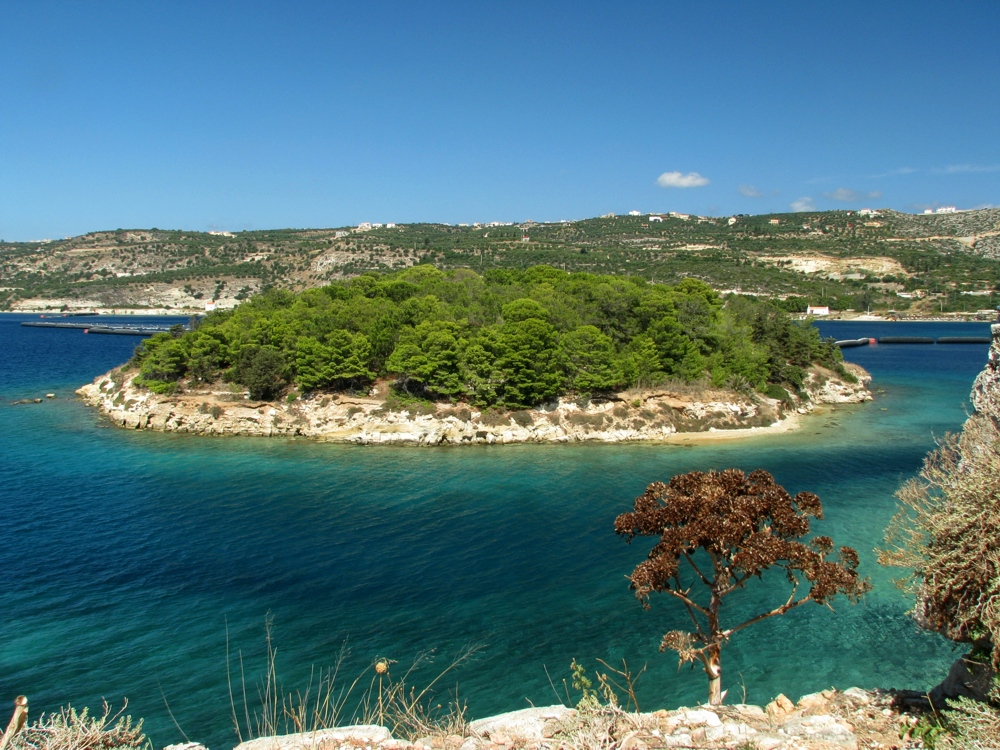
Вид на острівець Леон з веніціанських укріплень острова Суда.